# Ranxeria Rohnerville
La banda Bear River de la ranxeria Rohnerville és una tribu reconeguda federalment dels amerindis de Califòrnia mattoles, Bear River i wiyot al comtat de Humboldt (Califòrnia).

## Govern
La banda Bear River té la seu a Loleta (Califòrnia). El seu actual cap tribal és William Sand La inscripció tribal es basa en la residència a la ranxeria Rohnerville de 1910 a 1960 o ser descendent lineal dels residents.

## Reserva i territoris tradicionals
La ranxeria Rohnerville és una ranxeria reconeguda federalment situada en dues parts separades. Una (40° 34′ 49″ N, 124° 07′ 21″ O / 40.58028°N,124.12250°O) és al límit oriental de Fortuna, i l'altra (40° 37′ 53″ N, 124° 12′ 11″ O / 40.63139°N,124.20306°O) al sud-est de Loleta, ambdues al comtat de Humboldt.
El territori tradicional de la tribu era al llarg del riu Mattole i del riu Bear a prop del cap Mendocino. Els wiyots vivien al llarg del riu Little fins al riu Bear i 25 milles cap a l'est. Les viles mattole de Tcalko', Chilsheck, Selsche'ech, Tlanko, Estakana, i Sehtla eren situades al llarg del riu Bear

## Desenvolupament econòmic
La banda Bear River és propietària i gestiona el Bear River Casino-Hotel resort, River's Edge Restaurant, i el Thirsty Bear Sports Bar and Grill a Loleta, Califòrnia.

## Cultura tradicional
Els mattoles difereixen de les tribus veïnes perquè tradicionalment els homes tatuaves llurs rostres, en lloc de només les dones. Els mattoles parlaven el mattole, una llengua atapascana, mentre que els wiyots parlaven el wiyot, una llengua àlgic. Les pràctiques de subsistència que continuen fins avui amb fins cerimonials són la pesca del salmó i la recol·lecció de sal, algues i petxines amb la mà.